# Заміна (фільм, 1996)
«Заміна» або «Вчитель на заміну» (англ. The Substitute ) ― кінофільм, бойовик режисера Роберта Мендела. Світова прем'єра відбулася 19 квітня 1996 року.

## Сюжет
Джонатан Шейл, найманець і ветеран В’єтнаму, повертається додому в Маямі після провалу операції на Кубі, в якій померло троє людей з його загону. Своїм приїздом він дивує Джейн Хецко, вона радіє його поверненню. У школі Колумба, де Джейн працює вчителькою, є проблеми з вуличними бандами підлітків. Лідер банди «Королі руйнування» Хуан Лукас, погрожує Джейн розправою, якщо вона не перестане пхати свій ніс у справи банди. Якось під час пробіжки на Хецко нападає громила і ламає їй ногу. Тепер на час лікування Хецко потрібна заміна у школі. Підозрюючи, що до нападу причетний Лукас, Шейл таємно влаштовується до школи вчителем.
Спочатку Шейла шокує те, як йдуть справи в школі. У перший день він не справляється з важкими учнями, але вирішує скористатись своєю життєвою мудрістю і військововим хистом, щоб здобути гору. Наступного разу, коли на уроці на нього нападають учні, він демонструє навички самооборони і його починають слухатися. Незважаючи на попередження від директора школи Клода Ролля, що такі методи неприйнятні, Шейл зближується з учнями, проводячи паралелі між своїм минулим у бандах та участю у В'єтнамській війні та їх участю у дрібних злочинах та вуличних бандах, і тим самим заслуговує на повагу учнів. За цей час він знаходить спільну мову зі шкільним учителем Дарелом Шерманом і стикається з Лукасом, який виявляється одним із його учнів.
Підозрюючи, що в школі відбувається щось недобре, Шейл встановлює камери спостереження по всій будівлі та з’ясовує, що Лукас підлаштував напад на Хецко і що він таємно допомагає Ролю поширювати кокаїн у великій мережі наркоторговців у Маямі. Шейл та його команда здійснюють наліт на наркоторговців під час угоди, а гроші, відібрані у накроторговців, використовують для покупки музичних інструментів та спортивного інвентарю для школи. Шейл розповідає Шерману про зв’язок Лукаса і Ролля з накроторговцями, але той не вірить Шейлу і звинувачує його в расизмі та спробі принизити всі добрі досягнення Ролля (які Ролль зробив тільки для того, щоб відвести всі підозри від себе та відкрити дорогу для відмивання грошей для свого злочинного бізнесу). Цього ж дня Шерман та його учениця випадково стають свідками завантаження партії наркотиків у шкільний автобус. Шерман каже учениці, щоб вона попередила Шейла та Хецко, і відволікає злочинців, жертвуючи собою.
Роль, який дізнається про втручання Шейла, наказує підлаштувати для Шейла автомобільну аварію і підсилає Лукаса до Хецка. Шейл і Браун, рятуючи Хецко, вбивають Лукаса і дізнаються про вбивство Шермана в школі. Шейл і його команда окопуються в школі, щоб дати відсіч членам банди, що залишилися, найманцям компанії Януса, і самому Ролю. Зрештою Шейл і Джої Сікс вбивають усіх злочинців і залишившись єдиними, хто вижив у перестрілці, йдуть вулицею з території школи, обговорюючи майбутні операції у інших школах.

## У ролях
- Том Беренджер — Джонатан Шейл/Джеймс Сміт
- Ерні Гадсон — директор Клод Ролл
- Даян Венора — Джейн Хецко
- Марк Ентоні — Хуан Лукас
- Реймонд Круз — Джой Сікс
- Вільям Форсайт — Холлан
- Луїс Гузман — Рем
- Річард Брукс — Вілман
- Ноель Бек — Дюпрі Лейн
- Кліф де Янг —  Метт Вольфсон